# Trilophosaurus
Trilophosaurus (лат.) — род вымерших архозавроморфов из клады Allokotosauria. Известен по ископаемым остаткам из отложений с юга США (Техас, Нью-Мексико, Аризона), датируемых поздним триасом (с карнийского по норийский век).

## Строение
Череп мощный, тяжёлый, полностью утратил характерные для диапсид височные окна. Уникальная среди архозавроморфов зубная система характеризовалась отсутствием зубов на передней части верхней и нижней челюстей (возможно, они были замещены роговым клювом) и расширением щёчных зубов в поперечном направлении с образованием острых режущих гребней.

## Примечание
1. ↑  Trilophosaurus. Paleobiology Database. Дата обращения: 12 июня 2020. Архивировано 20 июня 2020 года.
2. ↑  Кэрролл Р. Палеонтология и эволюция позвоночных. — М. : Мир, 1993. — Т. 2. — С. 62—63. — ISBN 5-030-01821-2.